# Tributyltrithiophosphit
Tributyltrithiophosphit ist eine chemische Verbindung aus der Gruppe der Thiophosphorsäureester, welche von der Rhône-Poulenc eingeführt wurde. Sie wird leicht zu Tribufos oxidiert.

## Gewinnung und Darstellung
Tribufos kann durch Reaktion von Phosphortrichlorid mit dem Natriumsalz von 1-Butanthiol gewonnen werden.

## Verwendung
Tribufos wird als Entlaubungsmittel im Baumwollanbau genutzt.

## Zulassungsstatus
Tributyltrithiophosphit ist in der Europäischen Union und in der Schweiz nicht als Pflanzenschutzwirkstoff zugelassen.